# Nikon D610
Nikon D610 — цифровой зеркальный фотоаппарат компании «Никон», представлен 8 октября 2013 года, объявленная дата начала продаж — 18 октября.
По сравнению с выпущенным ранее D600, заменён затвор, благодаря чему увеличилась скорость серийной съёмки до 6 кадров в сек и добавлен режим серийной съёмки «тихий затвор», позволяющий фотографировать диких животных.